# Igiene

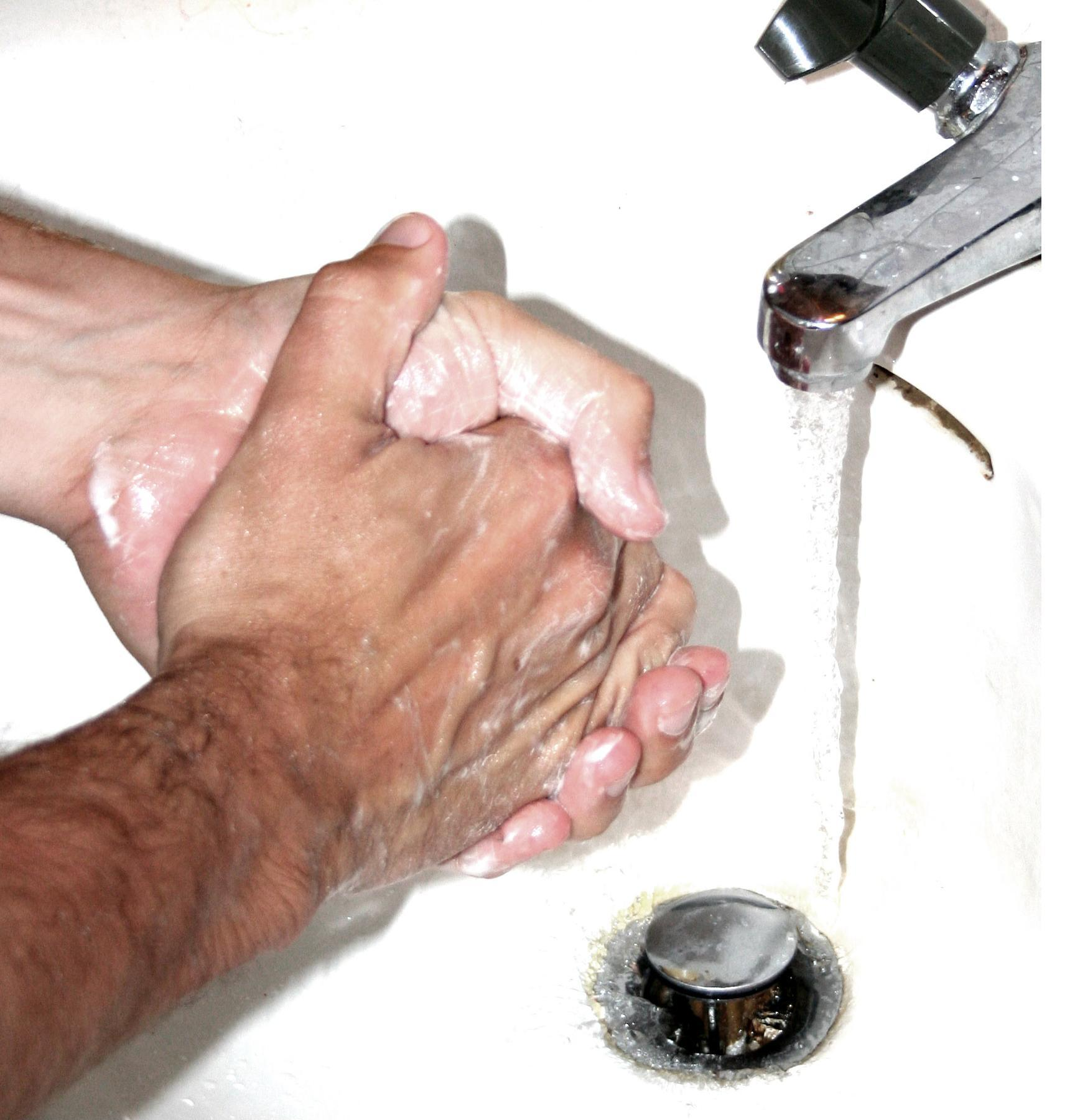
Lavarsi le mani, una forma di igiene, è il metodo più efficace per evitare la diffusione delle malattie (alcuni soggetti affetti da DOC eseguono il lavaggio delle mani molto frequentemente ed eccessivamente)

L'igiene, dal greco ὑγιεινή (sottinteso τέχνη: «tecnica», «arte»), femminile di ὑγιεινός: «salubre, salutare, curativo, che giova alla salute», derivato di ὑγιής, «sano»; citato nell'invocazione del giuramento di Ippocrate) è il ramo della medicina che tratta le interazioni tra l'ambiente e la salute umana. Elabora criteri, esigenze e misure riguardanti lo stato ambientale e il comportamento individuale e collettivo.
Il fine ultimo dell'igiene è la prevenzione primaria, onde evitare e combattere malattie con la conseguente promozione del benessere e dell'efficienza umana.

## Misure igieniche
Negli Stati moderni le misure igieniche che hanno contribuito ad allungare notevolmente la durata media della vita umana furono l'organizzazione e la legiferazione su aspetti quali:
- rifornimento di acqua potabile;
- canalizzazione;
- coretto smaltimento dei rifiuti;
- attività di costruzione di abitati e di strade asfaltate;
- valori limite per l'inquinamento atmosferico e l'inquinamento acustico;
- allevamento del bestiame e tenuta di animali domestici (prevenzione di zoonosi);
- commercio di alimentari;
- norme su condizioni e ambiente di lavoro;
- polizia mortuaria.

## Concetti di igiene e salute
L'igiene è una scienza che si occupa della salute; essa ha come obiettivo il mantenimento, il potenziamento e la promozione della salute del singolo individuo e della collettività. L'igiene fa parte delle scienze mediche ed è una branca della medicina. La salute è una condizione dinamica, che dipende dalla capacità dell'individuo di trovare un'armonia nel rapporto che egli realizza con l'ambiente, del quale è parte integrante. Per l'essere umano l'ambiente non è solo il luogo fisico in cui vive, non è solo l'ambiente naturale, ma anche il contesto sociale, l'insieme di rapporti che egli realizza con i suoi simili che lo circondano: dunque l'individuo si mantiene in salute se realizza un armonico, equilibrato contesto in cui è inserito; quindi possiamo affermare che: La salute è uno stato di benessere fisico, psichico e sociale conseguente al buon funzionamento dell'organismo e di tutte le sue parti, e dipende da un armonico equilibrato rapporto dell'individuo con il suo ambiente naturale e sociale.

## Igiene in ambito medico
Riguardo all'ambito lavorativo medico, dopo i tempi di Semmelweis, l'igiene consiste nella difesa da possibili germi patogeni, attuabile con misure di disinfezione, sterilizzazione e smaltimento di rifiuti speciali per evitare infezioni. L'igiene clinica è prevalentemente orientata verso la difesa dai germi patogeni riscontrabili negli ospedali. I relativi batteri sono spesso stirpi resistenti a quasi tutti gli antibiotici. Questo a causa del loro continuo uso negli ospedali e dell'abuso che ne fa la popolazione. A tal riguardo alcune ricerche hanno evidenziato come il corretto cambio d'aria garantisca una migliore igiene.
Certi autori includono nelle misure igieniche anche le vaccinazioni, grazie alle quali si prevengono quotidianamente molte gravi malattie infettive. È grazie alla vaccinazione se nel 1980 il vaiolo è stato eradicato (eliminato da tutti i Paesi del mondo) e siamo ormai prossimi alla eradicazione della poliomielite. Sono due fra i maggiori successi della medicina di tutti i tempi. La vaccinazione più frequente è contro il tetano, come prevenzione e in seguito a ferite accidentali.
L'epidemiologia studia la distribuzione delle malattie nelle popolazioni, i fattori di rischio e i fattori protettivi per la salute.  La prevenzione tipica dell'igiene è soprattutto quella primaria, che agisce evitando o rimuovendo i fattori di rischio delle varie malattie.
Le zoonosi sono infezioni trasmesse direttamente o indirettamente da animale a uomo, infezioni che colpiscono frequentemente quest'ultimo. I veterinari si prodigano per mantenere sani gli animali anche per evitare infezioni alla popolazione.

## Igiene negli ambienti di lavoro
Con particolare riferimento ai luoghi di lavoro, l'igiene è costituita dall'insieme di pratiche per garantire sicurezza e salute dei lavoratori in tutti i luoghi di lavoro riducendo possibilità e rischio di malattie professionali e infortuni e può essere intesa come ambito di interesse della medicina del lavoro. Alle misure di igiene è dato grande rilievo nel D.Lgs 81 Testo Unico sulla Sicurezza nel Luoghi di Lavoro che introduce, tra le sue misure più importanti, quella della valutazione del rischio, fatta dalle figure che devono garantire l'igiene e la sicurezza negli ambienti lavorativi, ossia il datore di lavoro, il responsabile del servizio prevenzione e protezione (RSPP), il medico competente, il rappresentante dei lavoratori per la sicurezza. La valutazione del rischio è il presupposto per tutte le misure di tutela, la base per la programmazione degli interventi e il fondamento per l'in-formazione dei lavoratori; ogni ambiente comprende rischi specifici diversi: in ospedale è di grande rilievo il rischio biologico, nei cantieri, il rischio infortunistico e le figure che si devono occupare di prevenzione devono tenerne conto nella redazione del documento di valutazione dei rischi, come previsto dal D.Lgs 81/08.
Grande rilievo nell'igiene nei luoghi di lavoro ha anche il tema della prevenzione, sia essa primaria, cioè per gli interventi atti a eliminare le cause di rischio o almeno, a ridurne la portata, di modo che il potenziale danno non si verifichi, o secondaria, che consiste nell'individuare in fase molto precoce, subclinica o preclinica, eventuali alterazioni dello stato di salute, essa, in ambito lavorativo, è attuata tramite la sorveglianza sanitaria, fatta dal medico competente per tutti gli esposti a fattori di rischio professionali.
In materia di igiene e sicurezza nei luoghi di lavoro, l'organo di vigilanza preponderante è sicuramente lo SPISAL (Servizio prevenzione, igiene e sicurezza nei luoghi di lavoro, facente parte del Dipartimento di Prevenzione delle Unità Sanitarie Locali), che si occupa di prevenzione delle malattie professionali e degli infortuni causati o correlati al lavoro e del miglioramento del benessere del lavoratore. Esso attua tutto ciò attraverso vigilanza, attività sanitarie (come le certificazioni di idoneità al lavoro), assistenza e informazione (con la partecipazione e realizzazione di corsi di informazione e formazione), attività amministrative-autorizzative (come le valutazioni di requisiti di idoneità e il rilascio di patenti per l'impiego di sostanze), attività di vigilanza direttamente nei luoghi di lavoro e ancora, attività di tipo giudiziario e sanzionatorio.

## Igiene nell'ambiente
L'igiene ambientale riguarda quell'aspetto dell'igiene che mira e si interessa di tutela della salute negli ambienti di vita, ovvero nei diversi contesti in cui le persone trascorrono la loro vita non lavorativa, intesi sia come spazi aperti: l'ambiente outdoor, che confinati: l'ambiente indoor (l'ambiente urbano, quello domestico, i luoghi pubblici e anche i mezzi di trasporto collettivo). Tutti gli ambienti sono soggetti a inquinamento, anche se di diverso tipo (gas di scarico di automobili, emissioni industriali che ricadono su aree abitative ma anche le emissioni date a livello domestico da mobili, arredi e prodotti per la pulizia, tutti fattori che causano un deterioramento della qualità dell'aria nell'ambiente). La buona qualità dell'ambiente è strettamente legata al mantenimento dello stato di salute dell'uomo, ma non solo, anche delle altre specie animali che abitano in quel contesto; in quanto l'esposizione a contaminanti presenti in acqua, aria, cibo, suolo e derivanti dai rifiuti possono avere molti effetti nocivi sul benessere e salute delle specie viventi. Per mantenere una buona qualità ambientale sono quindi necessari provvedimenti di salvaguardia di essa in grado di ridurre fattori di rischio per la salute. L'organismo che, a livello nazionale, si occupa di protezione e igiene ambientale è l'ISPRA, Istituto Superiore per la Protezione e la Ricerca Ambientale, istituito con la Legge 133/2008, con modificazioni, del D.Legge 25 giugno 2008, n.112, che opera sotto la tutela del Ministero dell'ambiente e della tutela del territorio e del mare. A livello regionale, le competenze in materia di igiene e controllo ambientale ricadano sulle ARPA, agenzie regionali per la protezione dell'ambiente, istituite nella maggior parte delle regioni italiane a seguito del referendum popolare della primavera del 1993 che ha tolto la potestà in materia ambientale alle ASL. Esse operano per la prevenzione e la promozione della salute collettiva, indirizzando le loro risorse al conseguimento della massima efficacia nell'individuazione e nella rimozione dei fattori di rischio per l'uomo e l'ambiente; in particolare, si occupano di tutela della collettività dai rischi sanitari connessi all'inquinamento ambientale attraverso azioni di monitoraggio dell'inquinamento atmosferico ed acustico, da impianti di smaltimento di rifiuti solidi urbani, dalla detenzione e smaltimento dei rifiuti speciali tossici e nocivi, delle qualità delle acque destinate al consumo umano, delle piscine pubbliche o di uso pubblico, della qualità delle acque di balneazione, di scarichi civili, produttivi e sanitari; esse, inoltre, si occupano della produzione di mappe di rischio ambientale e di valutazione dell'impatto ambientale-sanitario, perseguendo gli obiettivi di protezione, attraverso i controlli ambientali che tutelano la salute della popolazione e la sicurezza del territorio e la prevenzione, attraverso la ricerca, la formazione, l'informazione e l'educazione ambientale.

## Igiene negli alimenti
L'igiene degli alimenti e dei prodotti alimentari in genere riguarda quella branca dell'igiene che comprende l'insieme delle norme e delle misure applicative adatte a garantire la salubrità e la sicurezza degli alimenti, intesa come consapevolezza della qualità igienico-sanitaria, nutrizionale e organolettica degli alimenti, e della qualità ambientale dei processi di produzione, trasformazione, preparazione e consumo dei cibi. La qualità e la sicurezza degli alimenti dipendono dagli sforzi di tutte le persone coinvolte nella complessa catena della produzione agricola, della lavorazione, del trasporto, della preparazione, della conservazione e del consumo; proprio per questo, l'Organizzazione Mondiale della Sanità intende la sicurezza alimentare come una responsabilità condivisa dal campo alla tavola. Per mantenere e preservare la qualità e la sicurezza degli alimenti lungo l'intera filiera sono importanti procedure per garantire la salubrità dei cibi e sistemi di monitoraggio per una garanzia che le operazioni vengano effettuate in maniera corretta; tutto ciò è possibile grazie all'applicazione del quadro giuridico del settore alimentare incentrato sulla politica dai campi alla tavola andando a coprire l'intera filiera alimentare, all'attribuzione al mondo della produzione della responsabilità primaria di una produzione alimentare sicura, all'esecuzione di appropriati controlli ufficiali, alla capacità di attuare efficaci e rapide misure di salvaguardia e correzione di fronte a emergenze sanitarie manifestate in qualsiasi punto della filiera. Per quanto riguarda la normativa sono da citare il Libro Bianco sulla Sicurezza Alimentare (Bruxelles - 12 gennaio 2000) e soprattutto il Regolamento CE n.178/2002, dove si trovano i principi generali sui quali dovrebbe vertere la politica europea in materia di sicurezza alimentare:
- una strategia globale, integrata, applicata a tutta la filiera alimentare (dai campi alla tavola),
- una definizione chiara dei ruoli di tutte le parti coinvolte, per individuare le responsabilità di tutti gli operatori della filiera,
- la rintracciabilità degli alimenti destinati agli esseri umani e agli animali e dei loro ingredienti, al fine di identificare ogni singolo prodotto finale,
- la coerenza, l'efficacia e il dinamismo della politica alimentare, che deve confrontarsi con un sistema globale e in continuo cambiamento, caratterizzato da innovazioni nei sistemi di produzione e che deve far fronte spesso a episodi destabilizzanti in grado di arrecarne gravi danni all'immagine,
- l'analisi dei rischi articolato in valutazione, gestione e comunicazione dei rischi, sia tra produttore, che verso il consumatore,
- l'indipendenza, l'eccellenza e la trasparenza dei pareri scientifici, in quanto gli esperti devono garantire indipendenza da pressioni esterne, devono essere in grado di risolvere le controversie in materia di scientifica con l'adeguato grado di autorevolezza e devono anche garantire l'accesso dei cittadini a risultati e raccomandazioni scientifiche,
- l'applicazione del principio di precauzione nella gestione dei rischi, che stabilisce la possibilità di adottare misure di protezione restrittive anche in assenza di dati certi in materia,
- la necessità di instaurare un dialogo continuo con i consumatori e garantire informazione, educazione e ascolto, seguendo anche criteri legati ad altri fattori pertinenti, come considerazioni ambientali, benessere degli animali, agricoltura sostenibile, aspettative dei consumatori quanto alla qualità dei prodotti, adeguata informazione e definizione delle caratteristiche essenziali dei prodotti, nonché dei loro metodi di lavorazione e produzione.

Il regolamento ha, inoltre, istituito l'EFSA (Autorità Europea per la Sicurezza Alimentare), che ha compiti fondamentali che vanno dal parere scientifico indipendente su tutti gli aspetti relativi alla sicurezza alimentare, alla gestione di sistemi di allarme rapido, alla comunicazione e al dialogo con i consumatori in materia di sicurezza alimentare e di questioni sanitarie e la realizzazione di reti con le Agenzie nazionali e gli organismi specifici. Innovazione fondamentale introdotta in Italia con il D.Lgs 155/97, in recepimento delle Direttive 93/43/CEE e 96/3/CE è stato il sistema di autocontrollo dell'igiene degli alimenti, l'analisi dei rischi e controllo dei punti critici (Hazard Analisis Critical Control Point, HACCP), secondo cui tutte le aziende sono tenute ad adottare tutte le misure necessarie per garantire la sicurezza igienica e la salubrità dei prodotti alimentari e quindi l'idoneità degli alimenti al consumo attraverso:
- analisi del pericolo
- identificazione dei punti di controllo critici
- definizione di limiti critici
- applicazione di procedure di sorveglianza
- definizione di azioni correttive
- procedure per la registrazione dei dati
- procedure atte a verificare il funzionamento.

I punti critici di controllo devono essere individuati in azienda e devono rispondere a criteri ben precisi per essere considerati tali: devono essere associati al pericolo individuato, interni al processo, misurabili e standardizzabili e deve essere possibile l'applicazione di misure di contenimento del problema. In Italia, a livello locale, la competenza per quanto riguarda l'igiene degli alimenti è di competenza prevalentemente delle unità sanitarie locali, più precisamente dei servizi di igiene degli alimenti e della nutrizione Sian e del servizio igiene degli alimenti di origine animale di competenza del servizio veterinario, facenti parte dei dipartimenti di prevenzione delle Ulss, con compiti di controllo direttamente sugli alimenti, sui requisiti strutturali e funzionali delle imprese alimentari, verifica preliminare alla realizzazione e/o attivazione di imprese alimentari, tutela delle acque destinate al consumo umano e altri compiti inerenti alla sicurezza alimentare.